# Juan Fuentes
Juan Rafael Fuentes Hernández (ur. 5 stycznia 1990 w Kordobie) – hiszpański piłkarz występujący na pozycji obrońcy w Osasunie.